# Departamento de Calamuchita
Departamento de Calamuchita är en kommun i Argentina.   Den ligger i provinsen Córdoba, i den centrala delen av landet, 600 km väster om huvudstaden Buenos Aires. Antalet invånare är 45 418. Arean är 4 642 kvadratkilometer.
Terrängen i Departamento de Calamuchita är kuperad åt sydost, men åt nordväst är den bergig.
Trakten runt Departamento de Calamuchita består i huvudsak av gräsmarker. Runt Departamento de Calamuchita är det glesbefolkat, med 10 invånare per kvadratkilometer.